# یواس‌اس بتل‌الگوس (ای‌کی‌ای-۱۱)
یواس‌اس بتل‌الگوس (ای‌کی‌ای-۱۱) (به انگلیسی: USS Betelgeuse (AKA-11)) یک کشتی بود که طول آن ۴۵۹ فوت ۱ اینچ (۱۳۹٫۹۳ متر) بود. این کشتی در سال ۱۹۳۹ ساخته شد.